# お笑いマラソン合戦
『お笑いマラソン合戦』（おわらいマラソンがっせん）は、1969年10月8日から同年11月19日まで日本テレビ系列局で放送されていた日本テレビ製作のバラエティ番組である。久保田鉄工（現・クボタ）の一社提供。全7回。放送時間は毎週水曜 21:00 - 21:30 （日本標準時）。

## 概要
毎回芸能人5人と一般からの参加者5人が2人1組のチームを組んで出場し、体力と頭脳で勝負を繰り広げていた公開形式の視聴者参加型番組。司会は早野凡平が務めていた。
タレントの座るイスと足踏みする参加者が連動し、その歩数を電光掲示板で表示していた。最高得点を獲得した参加者には歩数と拍手の得点をかけた額の賞金を、それ以外には歩数だけの額の賞金が贈られていた。また、走りっぷりの良かった参加者には、チームメイトになった芸能人の持ち物を貰えるという特典があった。
しかし、番組はわずか7回で終了。水曜20:00枠で放送されていた『ゴーゴー!コメディアン!!』と同じ日に放送開始し、同じ日に終了した。

## 出場芸能人
- 桜井センリ（ハナ肇とクレージーキャッツ）
- 坂本スミ子
- 桂歌丸
- 中尾ミエ
- 鈴木やすし（後の鈴木ヤスシ）
- 多々良純
- 森田健作
- 九重佑三子
- 八代英太
- ロミ・山田
- 岡田眞澄
- イーデス・ハンソン
- ほか[誰?]